# 永祐陵
永祐陵是中国宋朝皇帝宋徽宗的陵墓，原稱永固陵，位于浙江省紹興市越城區東南17公里皋埠街道牌口村攢宮茶場内，陵園內另有宋徽宗皇后顯肅皇后與顯仁皇后祔葬于上宮境內、宋高宗皇后憲節皇后祔葬於下宮西側。元朝时陵墓被盗，封土已不存。